# Montes de Kodar
Los montes de Kodar (en ruso: Кода́р) son una cadena montañosa en la región Transbaikalia de Siberia, Rusia. El nombre de Kodar proviene del vocablo "khada", roca en lengua Evenki.

## Geografía
Las montañas Kodar son parte de las Tierras Altas de Stanovoy, que van desde el extremo norte del lago Baikal hasta el río Olyokma. Situada dentro de la Zona del rift de Baikal, el área es propensa a los terremotos. La cadena montañosa está limitada por los ríos Vitim y Chara, ambos afluentes del río Lena. El río Apsat fluye a través de la cadena montañosa.
La topografía consiste en valles estrechos y profundos que descienden más de 1000 m respecto al terreno circundante. La cadena montañosa Kodar es la más elevada en la región de Transbaikal con su pico más alto, Pik BAM (Baikal Amur Magistral), con una altitud de 3072 m. Según un estudio de 2013, la cadena tiene 34 glaciares. Con la excepción de algunos glaciares tropicales, son los glaciares más aislados del mundo, a más de 1200 km de distancia de cualquier otro glaciar. Los glaciares son pequeños, como máximo alcanzan 2,1 km de largo.
El área experimenta un clima subártico, con los Altos siberianos, que resulta en temperaturas muy bajas y precipitaciones de noviembre a marzo. Las mediciones meteorológicas tomadas en la década de 1960 reportaron entre 850−1000 mm de precipitación al año a una altitud de 2500 m, con un 50% de nieve. Aunque la nieve puede ocurrir en cualquier época del año, el 80% cae a fines de la primavera y principios del otoño. La línea de nieve está entre las cotas 2200 a 2600 m.